# Alexe Dumitru
Alexe Dumitru (n. 21 martie 1935, Mahmudia, România – d. 17 mai 1971) a fost un canoist român, laureat cu aur la Melbourne 1956 cu echipajul de canoe C2 în cursa de 1.000 m.

## Distincții
- Ordinul Muncii clasa a II-a (18 decembrie 1956) „pentru merite deosebite in pregătire și pentru rezultatele obținute la cea de a XVI-a ediție a jocurilor olimpice care au avut loc la Melbourne”[2]